# Der blaue Express (1929)
Der blaue Express (russisch Голубой экспресс Goluboi ekspress) ist ein sowjetischer Stummfilm, den der Regisseur Ilja Trauberg im Jahr 1929 für die staatliche Produktionsfirma Sowkino gedreht hat. Das Drehbuch schrieben Regisseur Ilja Trauberg und Leonid Ijerichonow nach einer Geschichte von Sergei Tretjakow. Die Kameraarbeit übernahm Boris Chrennikow. Die Filmarchitekten waren Boris Dubrowski-Eschke und Moissei Lewin.

## Handlung
China in den 1920er Jahren: ein Expresszug, der Reisende in die Sowjetunion bringen soll, wartet auf seine Abfahrt. Wie in der Wirklichkeit der Gesellschaft sind auch im Zug die Passagiere in drei Klassen geteilt: in der Ersten Klasse reist, mit militärischen Ehren begleitet, der britische Gesandte; mit ihm Missionare, Diplomaten, Unternehmer. In den Abteilen der Zweiten Klasse sitzen Handelsvertreter, Bürger und Gelehrte. Die einfachen Arbeiter müssen sich mit der Dritten Klasse zufriedengeben.
Hier hat sich auch ein Geschwisterpaar niedergelassen. Auf das Mädchen haben es bald zwei Westeuropäer abgesehen: rohe Gesellen, die rasch zudringlich werden, bis sich eine Rauferei entspinnt, in deren Verlauf das Mädchen zu Tode kommt. Der Streit ufert schließlich zur Revolte aus, als sich im Gefolge Kulis gegen korrupte Generäle, Ausbeuter und Waffenschieber erheben.
Die Soldaten, die zur Begleitung des britischen Gesandten mitfahren, können der Lage nicht mehr Herr werden; ein regierungstreuer General sucht sein Heil in waghalsiger Flucht über die Waggondächer, als die Kampfhandlungen in die Erste Klasse eskalieren, der britische Botschafter nimmt sich in seiner Verzweiflung das Leben.
Die chinesischen Beamten versuchen noch, den Zug auf ein Nebengleis zu lenken, was jedoch an der Solidarität der Bahnarbeiter scheitert. Am Ende fährt der durch die Arbeiterklasse befreite Zug in einer kühnen Einstellung senkrecht in die Höhe aus dem Bild – in eine revolutionäre Zukunft.

## Hintergrund
In der Sowjetunion wurde der Film am 20. Dezember 1929 in Moskau uraufgeführt. In den USA lief er unter dem Titel China Express am 8. März 1930 mit englischen Zwischentiteln von Michael Gold in New York City, New York an. In Deutschland startete der Film am 20. Oktober 1930 in Berlin als Der Blaue Expreß. In Frankreich lief der Film unter Le train mongol.
Der Film wurde in Deutschland von der Prometheus Film-Verleih und Vertriebs GmbH verliehen. Die deutsche Verleihfassung übernahm Piel Jutzi. Sie lag am 27. August 1930 der Filmprüfstelle Berlin unter der Prüf-Nummer 26665 in einer Länge von 1.583 m vor und wurde für „nicht jugendfrei“ erklärt. Bei einem zweiten Prüftermin am 22. April 1933 wurde der Film von der Film-Oberprüfstelle Berlin unter der Prüf-Nr. 6490 in einer Länge von 1.590 m schließlich ganz verboten. Die im Bundesarchiv erhaltene Kopie (Eingangsnummer: BSP 4563-6) hat eine Gesamtlänge von 1.651 Metern.
In Österreich wurden von dem Film nach 1930 zum mobilen Einsatz bei der Arbeiterbildung 16-mm-Schmalfilmkopien gezogen und archiviert.
Der avantgardistische deutsche Komponist Edmund Meisel, der bereits 1925 zu Sergei M. Eisensteins Bronenossez Potjomkin eine vielbeachtete Musik komponiert hatte, schrieb noch kurz vor seinem Tode für Goluboi ekspress 1930 eine eigene Begleitmusik, welche die Wirkung der Bilder beträchtlich steigerte.
Ilja Trauberg (1905–1948), gebürtig aus Odessa, war der Bruder von Leonid Trauberg, Eisensteins Regieassistent beim Film Oktober (1928) und zuletzt Vorstandsmitglied der DEFA. Sergei Tretjakow (1892–1937) stand als Theoretiker und Praktiker im aktiven Austausch mit Sergei M. Eisenstein, Wladimir Majakowski, Bertolt Brecht und weiteren Exponenten der avantgardistischen Kunst der 1920er und 1930er Jahre.

## Rezeption
Bei der Aufführung im Berliner Kino Babylon lief der „Russenfilm“, ohne mit Prädikaten wie „künstlerisch“ oder „volksbildend“ bedacht zu werden, wie etwa die zur gleichen Zeit laufenden patriotisch gefärbten Preußenfilme, z. B. Gustav Ucickys Das Flötenkonzert von Sans-souci.
In der Einschätzung der Viennale heißt es: „Goluboj Ekspress […] greift auf Stilfiguren des russischen revolutionären Films zurück, wendet sich dabei aber ebenso wie die damalige Politik der Sowjetunion gen Ostasien und wird seinerseits wenig später Josef von Sternberg in Hollywood zu Shanghai Express inspirieren.“
Fritz Rosenfeld schrieb 1929 in Wien: „Ilja Trauberg folgt […] bewußt dem Vorbild Eisensteins. Die Treppe von Odessa taucht hier wieder auf, und sogar das berühmte Montageexperiment der drei hintereinander fotografierten Steinfiguren, die den Eindruck eines sich aufreckenden Löwen ergeben. Trauberg hat aber auch gute eigene Montageideen, wie das Gleichnis zwischen den aufeinanderstoßenden Puffern und dem Aufeinanderplatzen der sozialen Gegensätze im Zuge, oder die Ueberblendung der Hände des ‹Präsidenten› in drohend aufgerichtete Kanonenläufe.“